# Gazyr
Gazyr (del ruso: Газырь) es un posiólok del raión de Výselki del krai de Krasnodar, en Rusia. Está situado en las llanuras de Kubán-Priazov, 29 km al nordeste de Výselki y 108 km al nordeste de Krasnodar, la capital del krai. Tenía 1 925 habitantes en 2010
Es cabeza del municipio Gazyrskoye, al que pertenecen asimismo Sovetski, Oktiabrski, Grazhdanski, Otvazhni y Krasni.

## Transporte
Cuenta con una estación en la línea Krasnodar-Tijoretsk.